# Pizza Tower
 (décembre 2023).
Si vous disposez d'ouvrages ou d'articles de référence ou si vous connaissez des sites web de qualité traitant du thème abordé ici, merci de compléter l'article en donnant les références utiles à sa vérifiabilité et en les liant à la section « Notes et références ».
Pizza Tower est un jeu vidéo de plates-formes développé et édité par Tour de Pizza, sorti le 26 janvier 2023 sur Microsoft Windows et le 27 août 2024 sur Nintendo Switch.
Dans Pizza Tower, le joueur incarne Peppino Spaghetti, chef d'une pizzeria à son nom (et parfois Gustavo, son collègue et ami, toujours accompagné de Brick, son rat de compagnie). Ils devront lutter contre Pizzaface, une tête de pizza volante qui menace de détruire sa pizzeria avec un rayon laser situé au sommet de sa tour de pierre. C'est au travers de nombreux niveaux de plateformes et de combats contre les habitants de la tour que Peppino devra escalader les étages pour espérer arrêter Pizzaface. Le jeu s'inspire grandement du style cartoon et brouillon des années 90 (comme celui de Ed, Edd, et Eddy).
Il est globalement très apprécié pour ses mécaniques, ses musiques irréprochables et l'animation fluide du personnage principal, ainsi que l'humour très présent tout au long du jeu.

## Système de jeu
Le jeu s'inspire des deux derniers jeux de la série Wario Land (Wario Land 4 et The Shake Dimension). Lorsque le joueur lance le jeu et choisit un fichier de sauvegarde, il sera toujours ramené à la porte d'entrée de la tour (peu importe l'étage où il était à la fin de la session de jeu précédente). Pour atteindre l'étage supérieur, le joueur devra collecter des Toppins (des aliments enfermés dans des cages) au travers de vingt niveaux de plateformes éparpillés dans cinq étages différents. L'ordre des niveaux pour chaque étage n'est pas prédéfini, le joueur peut faire celui qu'il souhaite dans l'étage. Il y a cinq Toppins par niveau, chacun rapportant dix dollars. Lorsque le joueur possède assez d'argent, il pourra accéder à un combat de boss contre un gardien de clé, qui une fois battu lui donnera l'accès à l'étage supérieur.
Chaque niveau possède trois salles secrètes, ainsi qu'un trésor derrière une porte bloquée que seul un personnage caché dans le niveau peut ouvrir.
Comme dans Wario Land, le joueur parcourt le niveau à la recherche des Toppins nécessaires à sa progression. Il devra par la suite retourner au début du niveau en frappant un pilier violet. Une fois frappé, ce pilier déclenche un minuteur. Si le joueur ne réussit pas à franchir la porte du début de niveau avant le temps imparti, Pizzaface apparaitra proche de lui, et le moindre contact avec lui fera office de partie terminée.

## Accueil

### Distinctions
Le jeu est nommé en novembre 2023 aux Game Awards dans la catégorie « meilleur premier jeu indépendant », bien qu'il ne remporte pas le lauréat à l'issue de la cérémonie, au profit de Cocoon. Lors des Steam Awards de 2023, il est nommé dans la catégorie « meilleure bande-son ».
| Année | Prix                   | Catégorie                        | Résultat   |
| ----- | ---------------------- | -------------------------------- | ---------- |
| 2023  | Golden Joystick Awards | Meilleur jeu indépendant         | Nomination |
| 2023  | Game Awards            | Meilleur premier jeu indépendant | Nomination |
| 2023  | Steam Awards           | Meilleure bande-son              | Nomination |